# Kronoberg

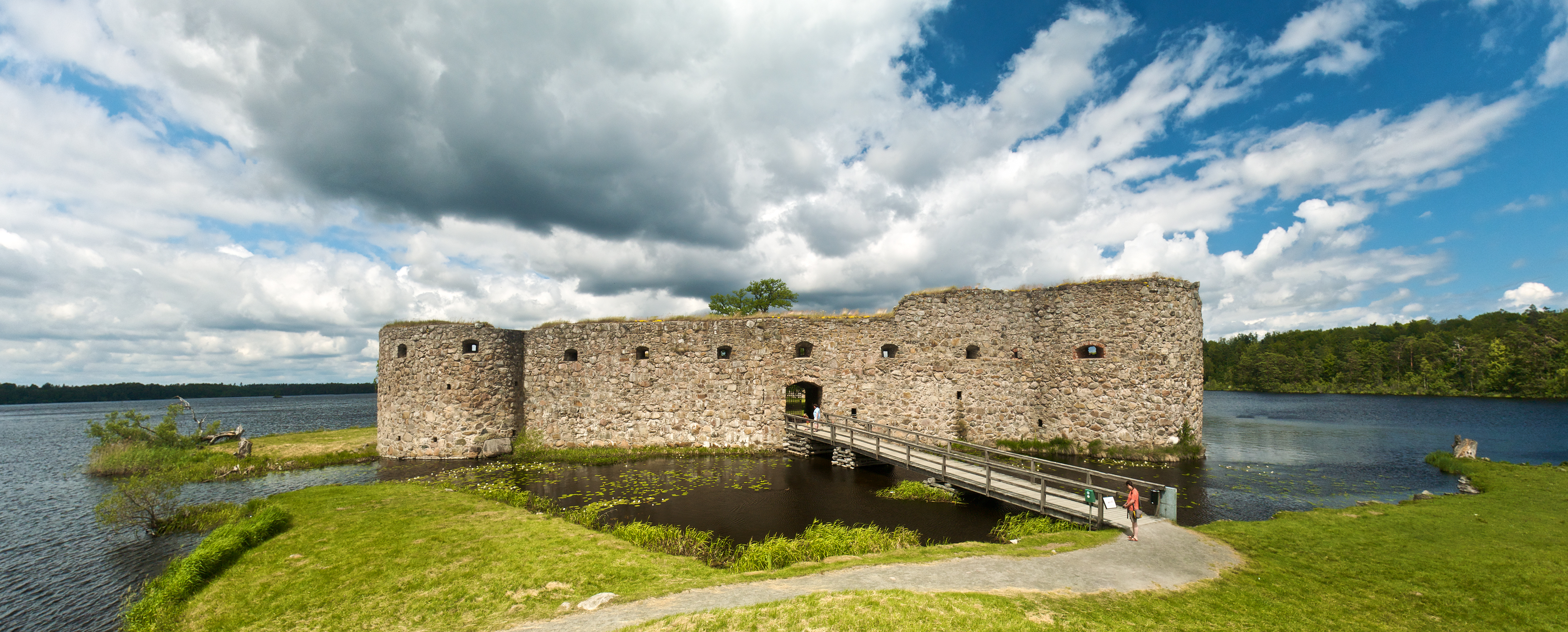
Ruiny zamku Kronoberg nad jeziorem Helgesjön

Kronoberg (szw. Kronobergs län) – szwedzki region administracyjny (län). Siedzibą władz regionu (residensstad) jest Växjö.

## Geografia
Region administracyjny Kronoberg jest położony w środkowej części Götaland i obejmuje południowo-zachodnią część prowincji historycznej (landskap) Smalandia.
Graniczy z regionami administracyjnymi Skania, Halland, Jönköping, Kalmar i Blekinge.

## Gminy i miejscowości

### Gminy
Region administracyjny Kronoberg jest podzielony na 8 gmin:
| - Älmhult (15 908) - Alvesta (19 503) - Lessebo (8 256) - Ljungby (27 522) - Markaryd (9 549) - Tingsryd (12 198) - Uppvidinge (9 222) - Växjö (86 970) |

Uwagi: W nawiasie liczba mieszkańców; stan na dzień 31 grudnia 2014.

### Miejscowości
10 największych miejscowości (tätort) regionu administracyjnego Kronoberg (2010):
| #  | Miejscowość | Gmina      | Liczba mieszkańców (2010) |
| -- | ----------- | ---------- | ------------------------- |
| 1  | Växjö       | Växjö      | 60 887                    |
| 2  | Ljungby     | Ljungby    | 15 205                    |
| 3  | Älmhult     | Älmhult    | 8955                      |
| 4  | Alvesta     | Alvesta    | 8017                      |
| 5  | Markaryd    | Markaryd   | 3966                      |
| 6  | Tingsryd    | Tingsryd   | 3037                      |
| 7  | Hovmantorp  | Lessebo    | 2991                      |
| 8  | Lessebo     | Lessebo    | 2737                      |
| 9  | Åseda       | Uppvidinge | 2430                      |
| 10 | Rottne      | Växjö      | 2354                      |